# Branimir Subašić
Branimir Subašić (serbisch-kyrillisch Бранимир Субашић, aserbaidschanisch Branimir Subaşiç; * 7. April 1982 in Belgrad) ist ein ehemaliger aserbaidschanisch-serbischer Fußballspieler.

## Karriere

### Verein
Subašić begann mit dem Vereinsfußball 1997 in der Jugend von FK Železnik und startete hier 1998 seine Profifußballkarriere. Hier spielte er bis zum Sommer 2002, wobei er die letzte Halbsaison als Leihspieler bei FK Sremčica verbrachte.
Zum Sommer 2002 wechselte er ins Ausland und unterschrieb beim belgischen Verein KV Ostende. Nachdem er eine halbe Spielzeiten für Ostende gespielt hatte, wechselte er zum französischen Verein AS Beauvais.
Im Sommer 2003 heuerte er beim ukrainischen Verein Tschornomorez Odessa und spielte hier die nächsten eineinhalb Spielzeiten lang. Zum Sommer 2005 wechselte er zum aserbaidschanischen Verein Neftçi Baku. Bei diesem Verein gelang ihm auf Anhieb der Sprung in die Stammformation. Er nahm während seiner Tätigkeit bei diesem Verein die aserbaidschanische Staatsangehörigkeit an und spielte fortan auch für die Aserbaidschanische Nationalmannschaft.
Zum Sommer 2008 verließ er Neftçi und ging dann zu FK Roter Stern Belgrad. Nachdem er eine Saison hier gespielt hatte, verbrachte er die Saison 2009/10 beim chinesischen Verein Changchun Yatai.
2010 kehrte er nach Aserbaidschan zurück und spielte bis zum Sommer 2013 der Reihe nach bei FK Qəbələ, FK Xəzər Lənkəran und FK Qarabağ Ağdam.
Zum Sommer 2013 wechselte er in die türkische TFF 1. Lig zum Absteiger Orduspor. Da er aserbaidschanischer Staatsbürger ist, wird er hier unter einem gesonderten Status spielen und somit kein regulären Ausländerplatz belegen.
Zur Saison 2014/15 wechselte er innerhalb der TFF 1. Lig zu Manisaspor. Ein Jahr später schloss er sich OFK Belgrad an und beendete dort 2017 seine aktive Karriere.

### Nationalmannschaft
Während seiner Tätigkeit beim aserbaidschanischen Verein Neftçi Baku erhielt Subašić die aserbaidschanische Staatsangehörigkeit. Da ihm mehrere serbische Trainer wenig Chance in der Serbischen Nationalmannschaft zugesprochen hatten, wurde ihm angeboten für die Aserbaidschanische Nationalmannschaft zu spielen. Dort absolvierte er zwischen 2007 und 2013 insgesamt 40 Länderspiele, in denen er sieben Mal traf.

## Erfolge
Neftçi Baku
- Aserbaidschanischer Vizemeister: 2006/07

Changchun Yatai
- Chinesischer Vizemeister: 2012/13

Xəzər Lənkəran
- Aserbaidschanischer Vizemeister: 2011/12

Qarabağ Ağdam
- Aserbaidschanischer Vizemeister: 2012/13